# Louis-Pierre Verwée
Pour les articles homonymes, voir Verwée.
Louis-Pierre Verwée, né à Courtrai le 19 mars 1807 et mort à Bruxelles le 30 novembre 1877, est un peintre romantique belge. Connu pour ses paysages ruraux avec du bétail et des paysages hivernaux. Il est le principal représentant de l'école romantique de la peinture de paysage caractérisée par un retour à la nature. Ses fils Alfred Verwée et Louis-Charles Verwée, de même que sa petite-fille Emma Verwée, deviendront aussi peintres.

## Biographie
Louis Verwée étudie la peinture à l'académie de Courtrai avec Jean-Baptiste De Jonghe jusqu'en 1824, ensuite à Gand avec Eugène Verboeckhoven et à partir de 1827, à Bruxelles. Il lie des liens amicaux avec Constant Troyon et Gustave Courbet. Verwée voyage beaucoup, principalement en Italie, à Londres et en Hollande.
Il a fait partie de la Société des agathopèdes.

## Style
Louis-Pierre Verwée peint dans le style romantique des paysages peuplés d'animaux et des paysages d'hiver.

## Œuvres
- Orléans, musée des Beaux-Arts : Les Patineurs (avec Eugène Verboeckhoven qui a réalisé les figures), 1850, huile sur bois, 42,1 x 57,9 cm[1].